# Districtul Rhön-Grabfeld
Districtul Rhön-Grabfeld este un district rural (germană: Landkreis) din regiunea administrativă Franconia Inferioară, landul Bavaria, Germania.

## Orașe și comune
| orașe 1. Bad Königshofen i.Grabfeld (7.063) 2. Bad Neustadt a.d.Saale (16.252) 3. Bischofsheim a.d.Rhön (5.073) 4. Fladungen (2.296) 5. Mellrichstadt (6.184) 6. Ostheim v.d.Rhön (3.621) comune (târg) 1. Oberelsbach (2.931) 2. Saal a.d.Saale (1.585) 3. Trappstadt (1.042) | comune 1. Aubstadt (785) 2. Bastheim (2.661) 3. Burglauer (1.682) 4. Großbardorf (1.013) 5. Großeibstadt (1.195) 6. Hausen (774) 7. Hendungen (1.038) 8. Herbstadt (662) 9. Heustreu (1.296) 10. Höchheim (1.266) 11. Hohenroth (3.710) 12. Hollstadt (1.708) 13. Niederlauer (1.803) 14. Nordheim v.d.Rhön (1.185) 15. Oberstreu (1.689) 16. Rödelmaier (937) 17. Salz (2.262) 18. Sandberg (2.865) 19. Schönau a.d.Brend (1.397) 20. Sondheim v.d.Rhön (1.066) 21. Stockheim (1.151) 22. Strahlungen (942) 23. Sulzdorf a.d.Lederhecke (1.267) 24. Sulzfeld (1.797) 25. Unsleben (960) 26. Willmars (687) 27. Wollbach (1.260) 28. Wülfershausen a.d.Saale (1.508) |

1. 1 2 3  GeoNames